# Menghewusu
Menghewusu (kinesiska: 蒙和乌苏蒙古族乡, 蒙和乌苏) är en socken i Kina. Den ligger i provinsen Hebei, i den norra delen av landet, omkring 250 kilometer nordost om huvudstaden Peking.
Genomsnittlig årsnederbörd är 722 millimeter. Den regnigaste månaden är juni, med i genomsnitt 177 mm nederbörd, och den torraste är januari, med 2 mm nederbörd.